# (20812) Shannonbabb
(20812) Shannonbabb (2000 SL269) – planetoida z pasa głównego asteroid okrążająca Słońce w ciągu 4,42 lat w średniej odległości 2,69 j.a. Odkryta 27 września 2000 roku.